# Khentetenka
Khentetenka est une reine et épouse de Djédefrê, roi de la IVe dynastie. Ses titres incluent l'« Épouse bien-aimée du roi » (ḥm.t-nỉswt mrỉỉt=f), « Celle qui voit Horus et Seth » (m33.t-ḥrw-stš), « Intendante de Horus » (ḫt-ḥrw), « Prêtresse de Neith » (ḥm.t-nṯr nt).

## Généalogie
Ses parents sont inconnus. Khentetenka est l'épouse du roi Djédefrê. On sait que ce roi a eu plusieurs enfants donc elle est peut-être la mère de plusieurs d'entre eux. Les fils de Djédefrê sont Setka, Baka, Hernet et peut-être Nykaou-Djédefrê, ses filles sont Néferhétepès et Hétep-Hérès III.

## Sépulture
Khentetenka est connue pour les statues trouvées à Abou Rawash. Elle est représentée agenouillée à côté du pied du roi Djédefrê. En raison de l'utilisation par l'art égyptien de proportions hiérarchiques, sa silhouette est anormalement petite par rapport à celle du roi. Une structure dans l'angle sud-ouest du complexe pyramidal de Djédefrê à Abou Rawash a été suggérée comme lieu de sépulture possible pour Khentetenka. Vito Maragioglio et Celeste Rinaldi pensent que c'est peut-être la pyramide appartenant à la reine consort, et cela pourrait indiquer la pyramide appartenant à la reine Khentetenka.
Le but de la pyramide n'est toutefois pas tout à fait clair. Rainer Stadelmann et Peter Jánosi pensent que c'est une pyramide satellite, à but cultuel. La pyramide de culte se trouvait généralement dans le coin sud-est du complexe de la pyramide. L'orientation générale du complexe pyramidal de Djédefrê est cependant nord-ouest et non est-sud comme c'est couramment le cas. La différence d'orientation peut signifier que la pyramide cultuelle ne se trouve pas dans sa position habituelle et que la structure identifiée pourrait être la pyramide cultuelle du complexe pyramidal de Djédefrê. D'autres fouilles seront nécessaires pour faire la lumière sur cette question.